# André Liautey
André François Marie Joseph Liautey est un homme politique français, membre du Parti radical-socialiste, né le 9 mars 1896 à Port-sur-Saône (Haute-Saône) et mort le 6 octobre 1972 dans cette même commune. Il est député de la Haute-Saône avant et après guerre et sous-secrétaire d'État à l'Agriculture entre 1936 et 1938.

## Biographie
Il suit sa scolarité au lycée Gérôme à Vesoul et la faculté de Droit à Paris. Par la suite, il suit les cours de l'école libre des Sciences politiques et où il sort doctorant en droit et diplômé d'études d'administration et financières.
Il combattit durant la Première Guerre mondiale et fut décoré de la Croix de guerre. 
Docteur en droit, il devient après la guerre, arbitre au tribunal de commerce de la Seine. Il fut maire de Port-sur-Saône, conseiller général puis président du Conseil général de la Haute-Saône.
Candidat du parti radical, il se présente aux élections législatives de 1932 et bat le député sortant Gaston About. Il est réélu au second tour lors des élections de 1936.
Le 10 juillet 1940, il vote pour donner les pleins pouvoirs à Philippe Pétain.
En froid avec le Parti radical à la Libération, André Liautey suscite, sous la IVe République, la création du Rassemblement des groupes républicains et indépendants français, créé pour faire concurrence au droitier Rassemblement des gauches républicaines et au Centre national des indépendants et paysans. Le RGRIF fait élire quelques candidats aux élections législatives de 1951 et 1956.
Parmi les autres fonctions qu'André Liautey occupe pendant sa carrière, on peut citer : professeur à l'École des hautes études sociales, président de la Confédération générale des contribuables, président de la Conférence internationale des associations de mutilés et d'anciens combattants, membre de la section permanente du Conseil supérieur des pupilles de la Nation et secrétaire du Syndicat national des bouilleurs de cru.

## Mandats
- Député de la Haute-Saône de 1932 à 1940 et de 1951 à 1955.
- Sous-secrétaire d'État à l'Agriculture du 4 juin 1936 au 10 avril 1938 dans les gouvernements Léon Blum (1), Camille Chautemps (3) et (4) et Léon Blum (2) ; il fait éditer des guides touristiques sur les forêts de France en collaboration avec les Eaux et Forêts.
- Conseiller général de la Haute-Saône
- Président du Conseil général de la Haute-Saône
- Maire de Port-sur-Saône

## Sources
- *Olivier Verdier, Action politique et défense des intérêts catégoriels : André Liautey et le monde des groupes de pression, 1919-1960, thèse de Paris X, 2009
- *Charlotte Leblanc, « Un grand projet des années 1930 pour la valorisation du bois : une expérimentation menée en Haute-Saône », Collectif, Monumental, Le patrimoine des années 1925-1935, Paris, Editions du patrimoine, 2018, no 2, 128 p., p. 50-53
- « André Liautey », dans le Dictionnaire des parlementaires français (1889-1940), sous la direction de Jean Jolly, PUF, 1960 [détail de l’édition]